# Théodule Bondroit
 (septembre 2018).
Théodule Ursmar Bondroit, né à le 6 mars 1872 à Willaupuis dans le Hainaut (Belgique) et décédé le 29 avril 1946 à Mondorf-les-Bains (Luxembourg), est un prêtre du diocèse de Tournai et amateur d'art belge.

## Éléments biographiques
Ecclésiastique, il exerce essentiellement son sacerdoce comme enseignant et aumônier. C’est un intellectuel. Il est cultivé, et amateur d’art. Il aura une grande influence à ce titre dans la région de Tournai[réf. nécessaire].
Il fait ses humanités puis deux années de philosophie au petit séminaire de Bonne-Espérance et quatre années de théologie au grand séminaire de Tournai (1892-1896). Il est ordonné prêtre en 1895 et enseigne aussitôt la rhétorique au collège de Notre-Dame à Kain (commune limitrophe de Tournai). En 1904, les dominicains de la « Province de France en exil » s’installent dans la commune dans l'ancienne abbaye du Saulchoir. Il entretient d'excellentes relations avec eux. 
Il est nommé préfet des études à Binche au collège Notre-Dame de Bon-Secours. Après un court passage dans la paroisse de Maurage, il devient professeur de religion à l’athénée de Tournai.
Il est également aumônier de l’hospice de vieillards (1913-1917) et de l'hôpital civil (1912 à 1934) dans la même cité.

## Titres honorifiques et  activités particulières
Il est nommé chanoine honoraire puis, en 1935, titulaire au chapitre de la cathédrale Notre-Dame de Tournai.
Il est fait chevalier de l’ordre de Léopold.
Il est membre correspondant de la Commission royale des monuments et des sites et membre du cercle archéologique de Tournai.
Il fonde avec Henry Carton de Wiart et Mallinger la société d’art à l’école et au foyer. Il écrit un ouvrage intitulé Pour l’embellissement de notre vie ou l’art enseigné aux jeunes, préfacé par le père dominicain Antonin-Gilbert Sertillanges, membre de l’Institut de France.
Parmi les autres ouvrages qu'il a rédigé, on peut citer Le commandant Léon Motte (1926), couronné par l’Académie française.
Il collabore à la Revue des auteurs et livres, la Revue catholique des idées et des faits et au journal Le Courrier de l'Escaut.
En 1920, il est chargé de prononcer le discours d’inauguration du monument dédié à la mémoire d’Herman Planque, mort à 27 ans pour avoir refusé de travailler pour l’occupant allemand au titre des réquisitions (commune d’Allain).
Il aide et conseille aussi de jeunes artistes et écrit des articles sur leurs réalisations.